# Campeonato Sudamericano 1959
Das Campeonato Sudamericano 1959 war die 26. Auflage der südamerikanischen Kontinentalmeisterschaft im Fußball und fand vom 7. März bis 4. April zum siebenten Mal in Argentinien statt. Sieger wurde ungeschlagen und zum zwölften Mal Argentinien, das dadurch seinen Rekord weiter ausbaute. Argentinien hatte bis zum Entscheidungsspiel gegen Brasilien alle Partien gewonnen. Brasilien, mit seinem Weltstar Pelé, hatte bis auf das Unentschieden gegen Peru auch alle Begegnungen gewonnen. Durch das 1:1-Unentschieden im Entscheidungsspiel errang Argentinien den Titel. Brasilien hätte gewinnen müssen, um sich den Titel zu sichern.
Im selben Jahr fand noch ein zweiter Wettbewerb in Ecuador statt.

## Teilnehmer und Modus
Ecuador, Kolumbien und Venezuela nahmen nicht teil.
Das Turnier wurde wie gehabt im Ligasystem ausgetragen, wobei jede der sieben Mannschaften einmal gegen jede andere spielen musste. Wie bereits bei früheren Turnieren wurden einige Spiele nacheinander im Rahmen einer Doppelveranstaltung an einem Tag ausgetragen. Bei Punktgleichheit auf dem ersten Platz war ein Entscheidungsspiel vorgesehen.

## Austragungsort und Zuschauer
Alle Spiele wurden im Estadio Monumental in Buenos Aires ausgetragen. Zum dritten Mal in der Geschichte des Turniers besuchten über eine Million Zuschauer die Spiele, auch wenn der Zuschauerrekord vom Turnier 1945 in Chile nicht erreicht wurde.

## Spielergebnisse und Tabelle
|               |   |           |           |
| 7. März 1959  |   |           |           |
| Argentinien   | – | Chile     | 6:1 (4:1) |
| 8. März 1959  |   |           |           |
| Uruguay       | – | Bolivien  | 7:0 (3:0) |
| 10. März 1959 |   |           |           |
| Brasilien     | – | Peru      | 2:2 (1:0) |
| 11. März 1959 |   |           |           |
| Paraguay      | – | Chile     | 2:1 (2:1) |
| Argentinien   | – | Bolivien  | 2:0 (1:0) |
| 14. März 1959 |   |           |           |
| Peru          | – | Uruguay   | 5:3 (4:2) |
| 15. März 1959 |   |           |           |
| Paraguay      | – | Bolivien  | 5:0 (3:0) |
| Brasilien     | – | Chile     | 3:0 (2:0) |
| 18. März 1959 |   |           |           |
| Uruguay       | – | Paraguay  | 3:1 (2:0) |
| Argentinien   | – | Peru      | 3:1 (2:0) |
| 21. März 1959 |   |           |           |
| Brasilien     | – | Bolivien  | 4:2 (3:2) |
| Chile         | – | Peru      | 1:1 (0:1) |
| 22. März 1959 |   |           |           |
| Argentinien   | – | Paraguay  | 3:1 (1:1) |
| 26. März 1959 |   |           |           |
| Chile         | – | Bolivien  | 5:2 (3:1) |
| Brasilien     | – | Uruguay   | 3:1 (0:1) |
| 29. März 1959 |   |           |           |
| Peru          | – | Bolivien  | 0:0       |
| Brasilien     | – | Paraguay  | 4:1 (2:1) |
| 30. März 1959 |   |           |           |
| Argentinien   | – | Uruguay   | 4:1 (1:0) |
| 2. April 1959 |   |           |           |
| Paraguay      | – | Peru      | 2:1 (1:0) |
| Chile         | – | Uruguay   | 1:0 (0:0) |
| 4. April 1959 |   |           |           |
| Argentinien   | – | Brasilien | 1:1 (1:0) |

| Pl. | Land        | Sp. | S | U | N | Tore    | Diff. | Punkte |
| --- | ----------- | --- | - | - | - | ------- | ----- | ------ |
| 1.  | Argentinien | 6   | 5 | 1 | 0 | 019:500 | +14   | 11:10  |
| 2.  | Brasilien   | 6   | 4 | 2 | 0 | 017:700 | +10   | 10:20  |
| 3.  | Paraguay    | 6   | 3 | 0 | 3 | 012:120 | ±0    | 06:60  |
| 4.  | Peru        | 6   | 1 | 3 | 2 | 010:110 | −1    | 05:70  |
| 5.  | Chile       | 6   | 2 | 1 | 3 | 009:140 | −5    | 05:70  |
| 6.  | Uruguay     | 6   | 2 | 0 | 4 | 015:140 | +1    | 04:80  |
| 7.  | Bolivien    | 6   | 0 | 1 | 5 | 004:230 | −19   | 01:11  |

| \| Buenos Aires \|           |
| Spielort 1959 in Argentinien |
| Buenos Aires                 |

| Buenos Aires |

## Beste Torschützen
| Rang | Spieler             | Tore |
| ---- | ------------------- | ---- |
| 1    | Pelé                | 8    |
| 2    | José Raúl Aveiro    | 6    |
| 3    | Paulo Valentim      | 5    |
|      | Miguel Ángel Loayza | 5    |
| 5    | Rubén Héctor Sosa   | 4    |
|      | José Sasía          | 4    |